# 紀元前456年
紀元前456年（きげんぜん456ねん）は、ローマ暦の年である。
当時は、「ラクトゥカとカエリオモンタヌスが共和政ローマ執政官に就任した年」として知られていた（もしくは、それほど使われてはいないが、ローマ建国紀元298年）。紀年法として西暦（キリスト紀元）がヨーロッパで広く普及した中世時代初期以降、この年は紀元前456年と表記されるのが一般的となった。

## 他の紀年法
- 干支 : 乙酉
- 日本
  - 皇紀205年
  - 孝昭天皇20年
- 中国
  - 周 - 貞定王13年
  - 秦 - 厲共公21年
  - 晋 - 出公19年
  - 楚 - 恵王33年
  - 斉 - 平公25年
  - 燕 - 孝公42年
  - 趙 - 襄子20年
- 朝鮮
  - 檀紀1878年
- ベトナム :
- 仏滅紀元 : 89年
- ユダヤ暦 : 3305年 - 3306年

## できごと

### ギリシア
- アテナイの彫刻家ペイディアスの作品『アテナ・パルテノス立像』がアクロポリスに設置された。この銅像は高さ約9mで、アテナイに建てられた最大の像となった。
- オリンピアのゼウス神殿が完成した。

## 死去
- アイスキュロス - ギリシアの劇作家（紀元前525年生）